# Kapan
Kapán (en armenio:Կապան) es una ciudad de Armenia, capital de la provincia de Syunik'. Según el censo de 2011, tiene 43 190 habitantes.
En sus inmediaciones se hallan las fortalezas de Halidzor y Baghaberd y el monasterio de Vahanavank. Cuenta con un equipo de fútbol en la máxima categoría del país, el Gandzasar Kapan FC.
Se ubica sobre la carretera M2, en la frontera con Azerbaiyán.